# Römisch-katholische Kirche in Ägypten
Die Römisch-katholische Kirche in Ägypten ist Teil der weltweiten römisch-katholischen Kirche. Die Katholiken sind eine kleine Minderheit in dem zu über 90 % von Muslimen bewohnten Land.

## Überblick
Die lateinische Kirche in Ägypten (Apostolisches Vikariat von Alexandria) zählt nur etwa 30.000 Mitglieder, vorwiegend ausländischer Herkunft. Daneben bestehen in Ägypten mehrere mit Rom unierte Kirchen. Die mit Abstand bedeutendste ist die Koptisch-katholische Kirche mit ca. 250.000 Mitgliedern in 8 Diözesen (Alexandria, Gizeh, Luxor, Minya, Assiut, Sohag, Ismayliah, Abu Qurqas). Die Melkitische Griechisch-Katholische Kirche (Erzdiözese von Alexandria) umfasst etwa 35.000 Mitglieder (Schätzung; die letzte eigene Angabe stammt von 1970: 11.000 Gläubige). Außerdem gibt es die Maronitische Kirche (Eparchat von Kairo) mit 5000 Gläubigen, die Syrisch-katholische Kirche (Eparchat von Kairo) mit 1700 Gläubigen, die Armenisch-Katholische Kirche (Eparchat von Alexandria) mit 1300 Gläubigen und die Chaldäisch-Katholische Kirche (Eparchat von Kairo) mit 500 Gläubigen.
Der Heilige Stuhl unterhält diplomatische Beziehungen mit Ägypten. Apostolischer Nuntius ist seit November 2019 Erzbischof Nicolas Thevenin.

## Bistümer
Lateinische Kirche
- Apostolisches Vikariat Alexandria in Ägypten[3]

Koptisch-katholische Kirche
- Eparchie Alexandria[4]
- Eparchie Assiut[5]
- Eparchie Gizeh[6]
- Eparchie Ismayliah[7]
- Eparchie Luxor[8]
- Eparchie Minya[9]
- Eparchie Al Qusia
- Eparchie Abu Qurqas
- Eparchie Sohag[10]

Armenisch-katholische Kirche
- Eparchie Iskanderiya.[11]

Chaldäisch-Katholische Kirche
- Eparchie Kairo.[12]

Melkitische Griechisch-katholische Kirche
- Eparchie Alexandria.[13]

Syrisch-katholische Kirche
- Eparchie Kairo.[14]

Syrisch-Maronitische Kirche von Antiochien
- Eparchie Kairo.[15]